# Thomas Cook Airlines Scandinavia
Thomas Cook Airlines Scandinavia – czarterowa linia lotnicza z siedzibą w Kopenhadze, Dania. Obsługuje głównie loty wycieczkowe do miejsc wakacyjnych w Europie. Jest częścią linii Thomas Cook Airlines.

## Flota
Thomas Cook Airlines Scandinavia posiada samoloty typu Airbus. Średni wiek maszyn to około 10 lat (stan na 25 października 2011):

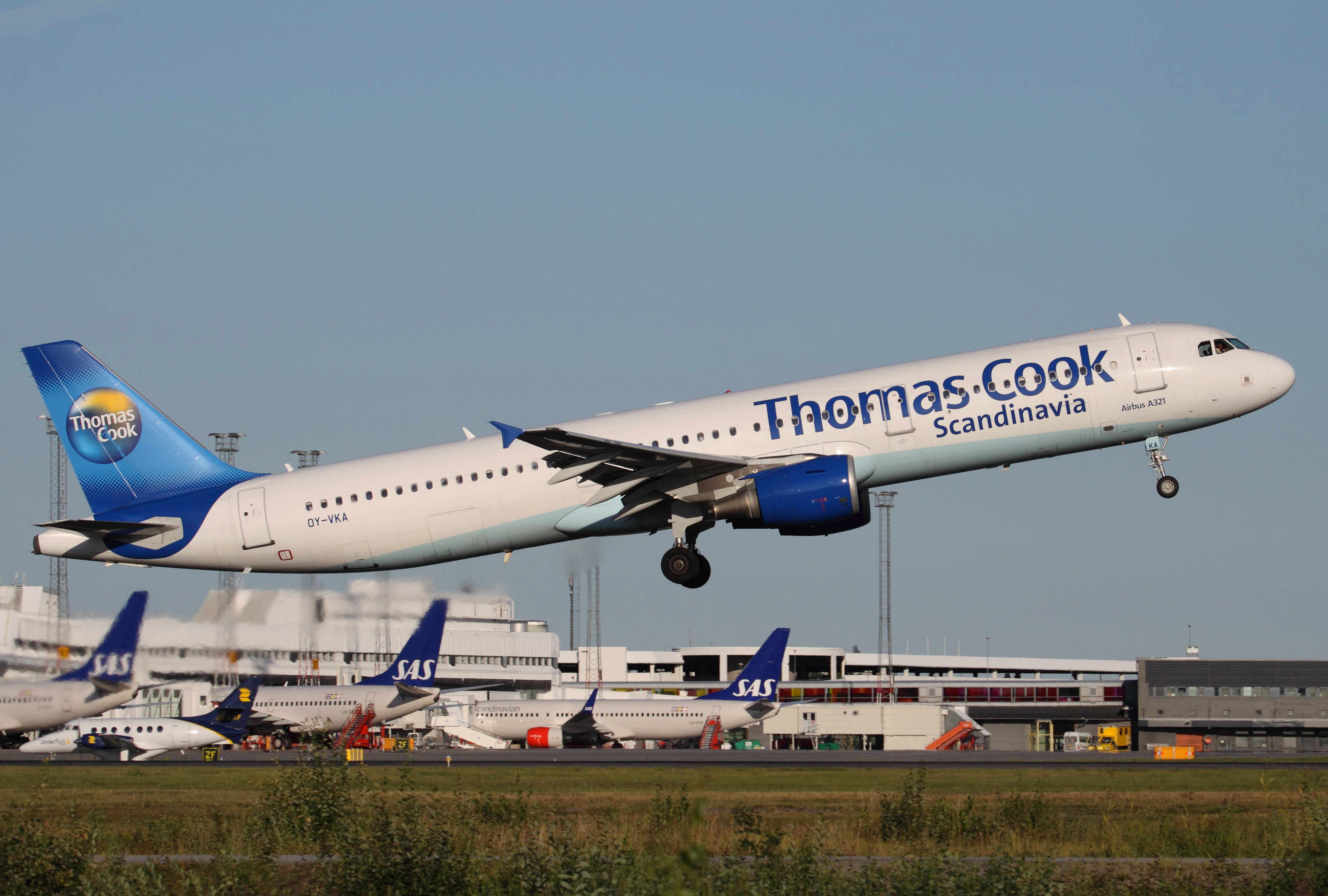
Airbus A321 podczas startu z lotniska sztokholm-Arlanda

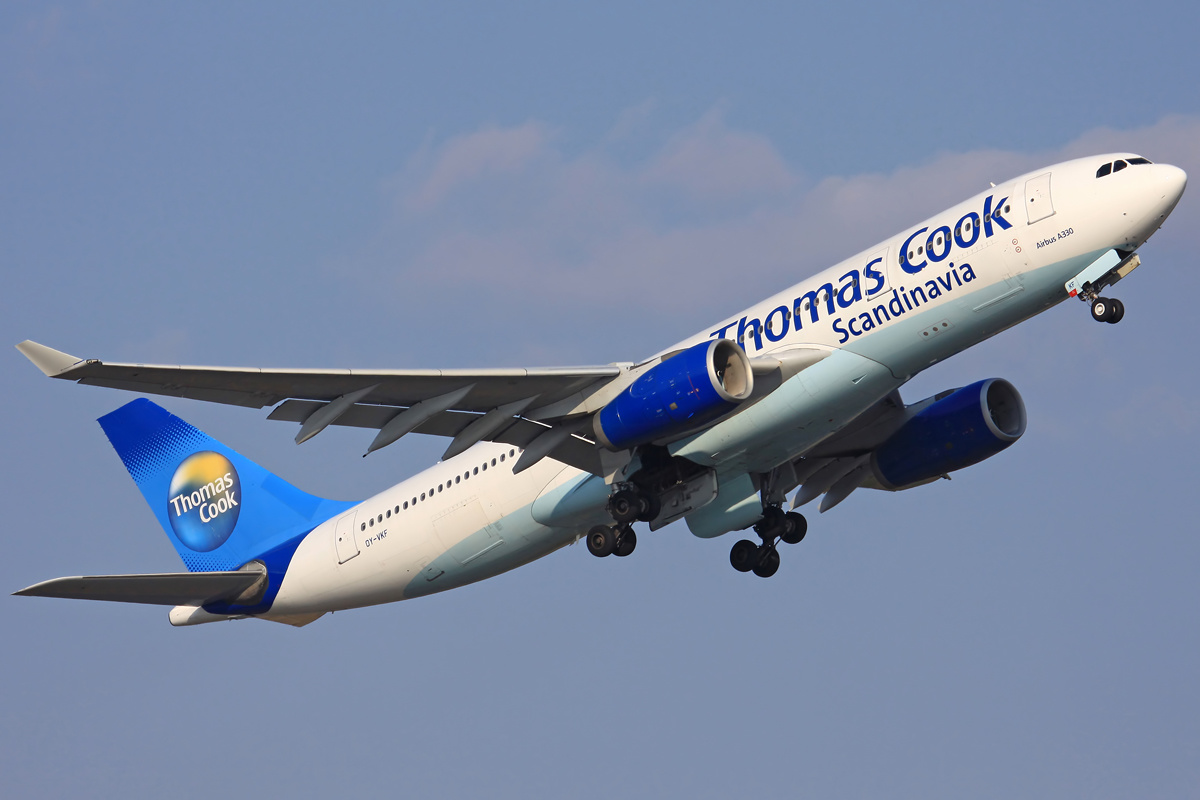
Airbus A330 podczas startu z lotniska Oslo-Gardermoen

- Airbus A320-200 – 2  szt.
- Airbus A321-200 – 6  szt.
- Airbus A330-200 – 1  szt.
- Airbus A330-300 – 3  szt.